# Kwintus Fabiusz Piktor
Kwintus Fabiusz Piktor, łac. Quintus Fabius Pictor (ur. I poł. III w. p.n.e., zm. kon. III/pocz. II w. p.n.e.) – pierwszy znany historyk rzymski.
Jego spisana po grecku historia Rzymu powstała w trakcie II wojny punickiej lub tuż po jej zakończeniu. Była kierowana do odbiorców ze świata hellenistycznego, którym miała przedstawić w dobrym świetle dzieje Miasta Wilczycy oraz rzymski punkt widzenia na konflikt z Kartaginą. Dzieło to nie zachowało się w całości, pozostały z niego jedynie niewielkie fragmenty. Było jednak cenione w starożytności i wykorzystywane przez późniejszych dziejopisów, między innymi Polibiusza, Dionizjosa z Halikarnasu i Tytusa Liwiusza.
Fabiusz Piktor powszechnie uznawany jest za pierwszego historyka w starożytnym Rzymie, który zapoczątkował rozwój tamtejszej historiografii, stając się prekursorem annalistyki rzymskiej. Badacze starożytności zaliczają go do annalistów starszych.

## Życiorys

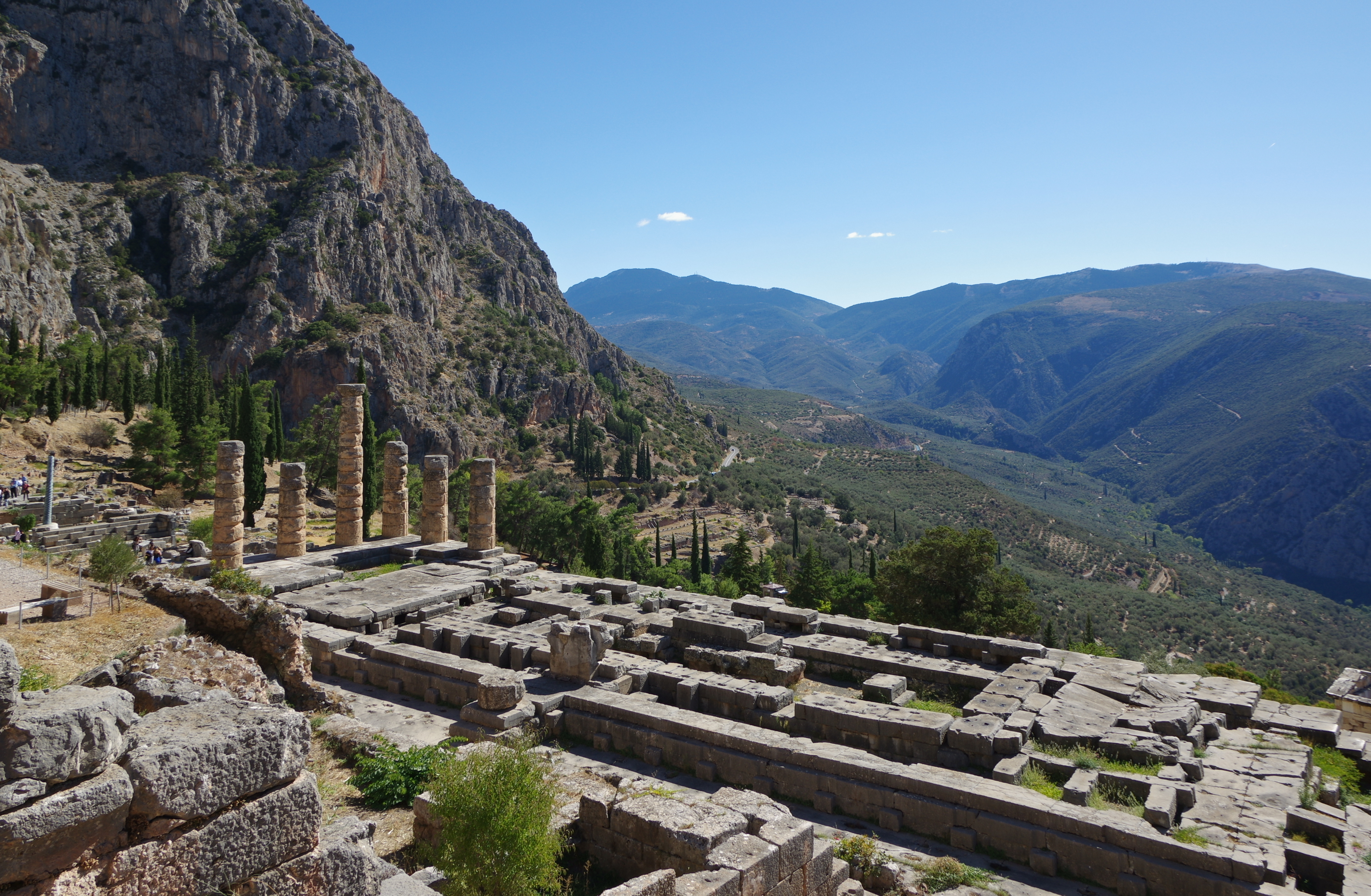
Ruiny świątyni Apollina w Delfach, sanktuarium, do którego udało się rzymskie poselstwo w 216 roku p.n.e. Jednym z jego uczestników był Kwintus Fabiusz Piktor

Urodził się w pierwszej połowie III wieku, być może około 254 roku. Pochodził ze znakomitego rodu rzymskich patrycjuszy, Fabiuszów, możliwe, że należał do ich bocznej linii. Noszony przez niego przydomek (łac. pictor – „malarz”) interpretowano jako znak, że zajmował się malarstwem, prawdopodobnie jednak nosił go po swoim dziadku, Gajuszu Fabiuszu, który ozdobił świątynię bogini Salus na Kwirynale malowidłami, zapewne o tematyce historycznej dotyczącej wojen samnickich (około 304 lub 300).
Niewiele wiadomo o jego życiu. Był senatorem, ale przebieg jego kariery politycznej nie jest znany. Możliwe, że nie odniósł w służbie publicznej żadnych specjalnych sukcesów. Przypisuje mu się piastowanie urzędu kapłańskiego, przynależność do kolegium pontyfików, a być może był jednym z decemviri sacris faciundis.
Uczestniczył w wojnach z Ligurami (233) i nadpadańskimi Celtami (225–222). Aktywny w okresie II wojny punickiej, jak wynika z zachowanych fragmentów jego dzieła, walczył w bitwie nad Jeziorem Trazymeńskim (217). Rok później, po klęsce pod Kannami, został wysłany w nadzwyczajnym, trzyosobowym poselstwie do Delf, aby u wyroczni Apolla poznać przyczyny rzymskich niepowodzeń wojennych i sposoby zaradzenia im. Powierzenie mu tej misji świadczy o jego dobrej znajomości języka i kultury greckiej, uzyskanej prawdopodobnie dużo wcześniej. Być może należał do jakiejś grupy pitagorejczyków lub stoików, na co może wskazywać ustęp z pracy Polibiusza.
Swe dzieło historyczne Fabiusz Piktor napisał jeszcze w trakcie II wojny punickiej (może w latach 216–209), u jej schyłku lub już po zakończeniu, około 200 roku albo na początku II wieku, kiedy to w pełni mógł sobie uświadomić znaczenie pokonania Kartaginy. Przedstawił w nim, po grecku, historię Rzymu od jego początków po czasy sobie współczesne. Możliwe, że nie zostało ukończone ze względu na śmierć autora. Przypisywano mu również napisanie pracy De iuro pontificio („O prawie pontyfikalnym”), która jednak w rzeczywistości wyszła spod innej ręki, dużo później, najprawdopodobniej jej autorem był Kwintus Fabiusz Maksymus Serwilianus, konsul w 142 roku. Nie są znane dalsze losy Fabiusza Piktora. Podobnie data jego śmierci pozostaje niewiadomą – być może zmarł na początku II wieku.
Jako Pictorinus został wymieniony na liście greckich historyków i ich dzieł, umieszczonej w formie inskrypcji na ścianach gimnazjonu w Tauromenium.

## Dzieło

### Stan zachowania
Dzieło Fabiusza Piktora nie zachowało się w całości, pozostały z niego jedynie krótkie fragmenty, dotyczące głównie wybuchu I wojny punickiej. Pewne wyobrażenie o jego oryginalnym kształcie i charakterze dają opinie autorów antycznych, którzy korzystali z tej pracy. Zachowane fragmenty zostały wydane drukiem w Historicorum Romanorum reliquiae Hermanna Petera, Die Fragmente der griechischen Historiker Felixa Jacoby’ego, L’annalistique romaine Martine Chassignet oraz Die frühen römischen Historiker Hansa Becka i Uwe Waltera.

### Cel, język i zakres

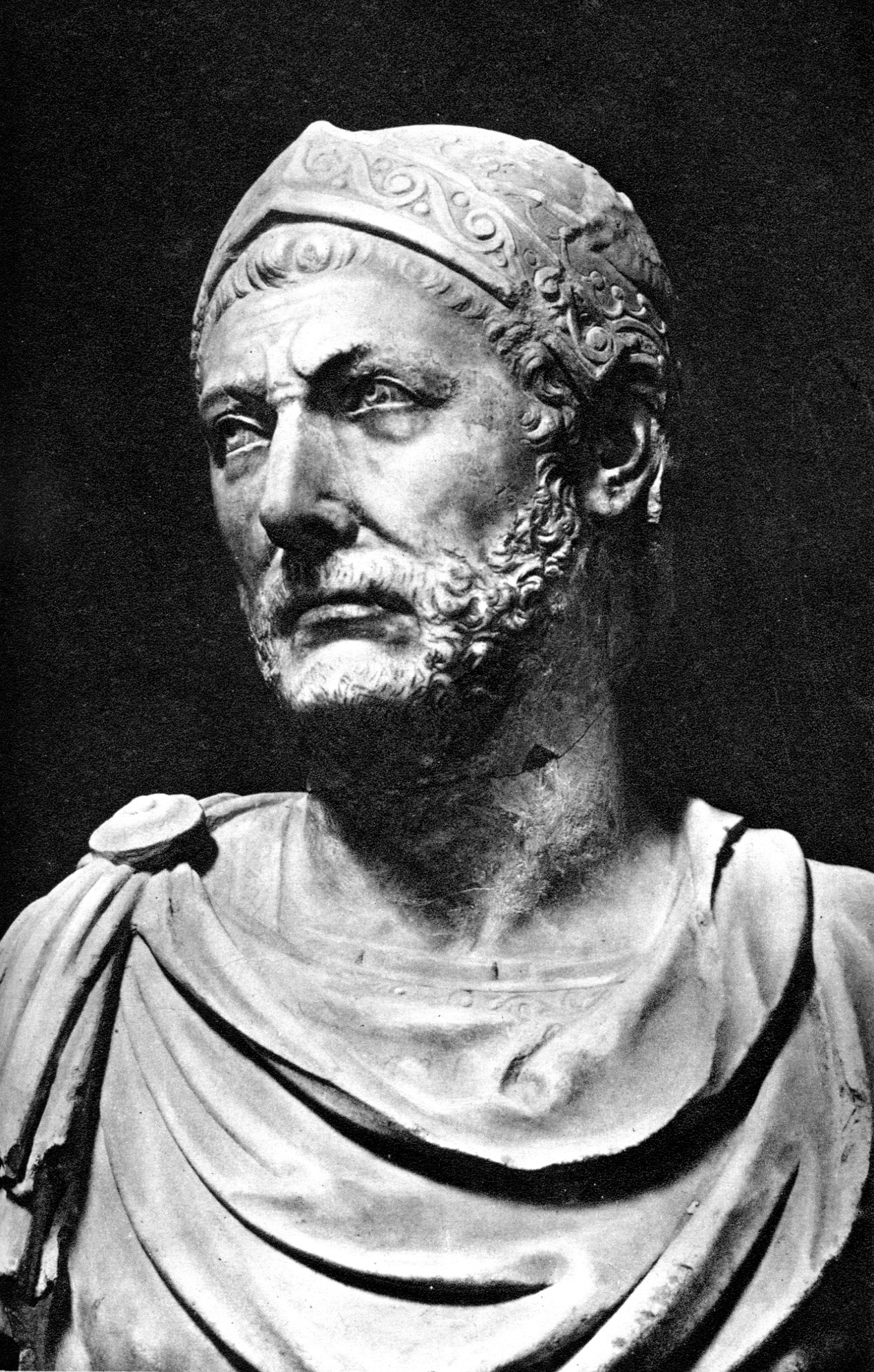
Domniemany wizerunek Hannibala. Fabiusz Piktor napisał swoją pracę, by przeciwstawić się przekazom z otoczenia kartagińskiego wodza

Fabiusz Piktor jest najwcześniejszym znanym historykiem rzymskim. Najprawdopodobniej był pierwszym autorem, który zapoczątkował prozaiczne piśmiennictwo historyczne wśród Kwirytów. Przez badaczy antyku zaliczany jest do annalistów starszych.
Użycie greki, ówcześnie języka uniwersalnego na terenach od Hiszpanii po Mezopotamię, do spisania tego utworu, wynikało przede wszystkim z celu, jaki przyświecał autorowi. Jego praca była kierowana do odbiorców ze świata hellenistycznego, miała przedstawić im rzymski punkt widzenia na konflikt z Kartaginą, stawiając w jak najlepszym świetle Rzymian jako prowadzących słuszną politykę, toczących tylko wojny obronne, gwarantujących prawa i wolność swoim sprzymierzeńcom oraz praktykujących dobre zwyczaje. W pewnym stopniu było to dzieło apologetyczne, odpowiadające na dotychczasowe greckie prace o prokartagińskim wydźwięku, szczególnie zaś na dzieło Filinosa z Akragas, czy też utwory historyków z otoczenia Hannibala Barkidy. Z takimi dziełami i opierającymi się na nich opiniami – czy też szerzej antyrzymską propagandą, nie tylko kartagińską, ale i Filipa V, władcy Macedonii – Fabiusz Piktor zetknął się w Delfach podczas swojej misji. Ze względu na docelowego odbiorcę stosowano w nim miarę talentu oraz datację według olimpiad.
Oprócz celu politycznego pisanie po grecku wynikało również z faktu, że w ówczesnej łacinie nie powstały jeszcze w pełni ukształtowane teksty historiograficzne, znane były jedynie coroczne zapiski kapłanów (kroniki pontyfików), pozbawione zupełnie narracji, wręcz prymitywne w porównaniu do dzieł greckich historyków. Brak było zatem modelu, jaki mógł wykorzystać Fabiusz Piktor. Ponadto tematyka historyczna była traktowana jako gatunek literacki, w którym używa się właśnie greki.

### Tytuł i kształt
Oryginalny tytuł dzieła nie jest znany, być może brzmiał Romaikon praxeis („Czyny Rzymian”). W historiografii najczęściej używa się łacińskiego tytułu Annales („Roczniki”), od późniejszego łacińskiego tłumaczenia tej pracy, którymi posługiwali się w swoich pismach Cyceron, Pliniusz Starszy oraz Gelliusz.
Nie wiadomo, z ilu ksiąg składała się praca rzymskiego senatora. Ze szczupłych informacji badaczom zarysowuje się podział dzieła na trzy części o nierównej długości. W pierwszej przedstawiono początki Rzymu od Eneasza i Ewandra, przez władców Alba Longa oraz Romulusa i Remusa po czasy królewskie. Drugą część poświęcono republice do momentu wybuchu I wojny punickiej, natomiast trzecią przebiegowi tego konfliktu, jak i następnemu starciu z Kartaginą, kończąc narrację na 217 czy też może 216 roku p.n.e.
Jak się wydaje, ta ostatnia część była najobszerniejsza, pozostałe zaś dużo krótsze, przy czym okresowi królewskiemu autor poświęcił więcej miejsca niż wczesnorepublikańskiemu. Być może wynikało to z nierównomierności źródeł, do których miał dostęp. Możliwe, że obszernie zajmował się tematyką początków Rzymu, podobnie jak inni greccy historycy, a następnie szybko przeszedł do czasów sobie współczesnych. Autor przyjął układ annalistyczny (rocznikarski), przynajmniej w opisie czasów sobie współczesnych. Najpewniej szczególny nacisk położył na przedstawienie początków Rzymu oraz wojen punickich.

### Źródła
W swoim dziele Fabiusz Piktor zawarł z pewnością wiele wartościowych wiadomości, czerpiąc z własnej wiedzy o wewnętrznej i zagranicznej polityce Rzymu oraz relacji współczesnych sobie osób. Dla przedstawienia wcześniejszych czasów korzystał z wspomnianych kronik pontyfików, od których przejął ujęcie chronologiczne. Oprócz nich sięgał zapewne po teksty inskrypcji publicznych, wykazy konsulów i innych urzędników oraz materiały z rodowych archiwów, gdzie przechowywano teksty mów pogrzebowych zawierające informacje o stanowiskach i działalności zmarłych.
Czerpał również z dzieł greckich historyków, co najmniej od czasów wyprawy Pyrrusa zainteresowanych Italią oraz Rzymem. Spośród tych tekstów najważniejszym dla niego był przekaz Timajosa z Tauromenium, a poza tym sięgnął zapewne do prac logografa Hellanikosa z Mityleny (V w. p.n.e.), u którego mógł znaleźć opowieść o Eneaszu, Hieronima z Kardii (IV w. p.n.e.) i Dioklesa z Peparethos, piszących także o początkach Rzymu (ostatni z tych autorów jako pierwszy przedstawił opowieść o Romulusie). Możliwe, że skorzystał również z eposu Newiusza poświęconego I wojnie punickiej.
Oprócz źródeł pisanych opierał się na legendach, nie tylko rzymskich, ale i italskich, ustnej tradycji rodowej (szczególnie Fabiuszów) oraz własnych domniemaniach, interpretacjach czy wręcz fantazjach. Mógł jeszcze poznać uczestników I wojny punickiej i korzystać z ich opowieści, zaś w przypadku następnego konfliktu najpewniej sięgał też do relacji kartagińskich jeńców lub zbiegów. Hans Delbrück wysunął przypuszczenie, że jego najważniejszym informatorem w tym zakresie był Muttines, dowódca punickiej kawalerii, który w trakcie walk na Sycylii przeszedł na stronę Rzymian.

### Styl
W swej pracy odszedł od formy suchych zapisków pontyfików, tworząc dzieło zbliżone do historiografii hellenistycznej, pisane barwnie i obrazowo, wzbogacane epizodami czy motywami poetyckimi. Uwypuklał bohaterstwo rzymskich czynów wojennych i starał się wykazać związek walorów moralnych z dziejami. W swe dzieło wplatał też materiał antykwaryczny, opisy różnych zwyczajów i obrzędów religijnych oraz anegdoty. Niekiedy ważne przemiany tłumaczył powodami natury osobistej. Najpewniej inspirował się rozwiązaniami przyjętymi przez greckich autorów, czyli rozpoczęciem dzieła od początków miasta oraz szerszym potraktowaniem czasów sobie współczesnych. Przytoczenie opowieści o narodzinach Rzymu służyło też wykazaniu jego dawności, nie mniejszej niż najstarszych ośrodków greckich w Italii. Stąd również próby datowania założenia Miasta Wilczycy (które podejmował już Timajos) odpowiadające rokowi 748/747 p.n.e. Senator, dokonując wysiłków w celu zharmonizowania greckich i rzymskich podań o początkach Rzymu (mity o Eneaszu i Romulusie), wywarł poprzez swoje dzieło znaczny wpływ na tworzenie się tradycji dotyczącej najdawniejszych czasów miasta. Sam ulegał również inspiracji greckim dziejopisarstwem, za świadectwo czego uznaje się wprowadzanie wątków autobiograficznych, jak i przekonania o wielkim wpływie moralności na bieg dziejów.

### Znaczenie

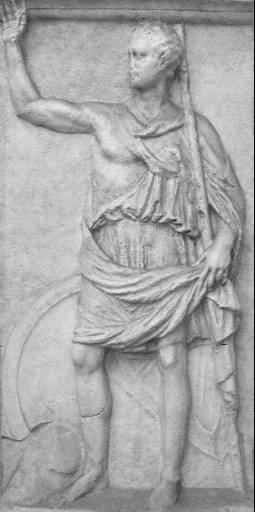
Domniemany wizerunek Polibiusza, greckiego historyka dla którego dzieło Fabiusza Piktora było ważnym źródłem

Annales cieszyło się znaczną popularnością wśród rzymskich patrycjuszy, było też jednym ze źródeł materiału faktograficznego dla poety Kwintusa Enniusza, który stworzył epopeję poświęconą dziejom Rzymu. Dzieło Fabiusza Piktora przełożono na łacinę i w tym tłumaczeniu znał je Marek Terencjusz Warron. Za przykładem senatora inni przedstawiciele elit Wiecznego Miasta zaczęli się zajmować historiografią – Lucjusz Cyncjusz Alimentus, Gajusz Acyliusz, Publiusz Korneliusz Scypion (syn zwycięzcy spod Zamy), Aulus Postumiusz Albinus. Max Cary i Howard H. Scullard zaliczyli go, obok Kwintusa Enniusza i Gnejusza Newiusza, do „ojców literatury łacińskiej”. Jednak zdaniem Józefa Korpantego cel pracy – pozyskanie greckich odbiorów – nie został osiągnięty, bowiem była jeszcze zbyt mało atrakcyjna literacko, by zwrócić większą uwagę.
Kolejni annaliści korzystali z pracy prekursora, podobnie uczynił Katon Starszy. Czerpał z niej także Polibiusz, dla którego był to ważny przekaz dotyczący I i II wojny punickiej, a później także Dionizjos z Halikarnasu oraz w mniejszym stopniu Tytus Liwiusz. Ten ostatni najprawdopodobniej nie znał bezpośrednio tekstu Annales, lecz korzystał z niego za pośrednictwem dzieła jednego z późniejszych annalistów lub najprawdopodobniej monografii Celiusza Antypatera. Być może praca Fabiusza Piktora była głównym źródłem Appiana. Ponadto do pierwszego rzymskiego historyka odwoływali się również: Cyceron, Plutarch, Pliniusz Starszy oraz anonimowy autor krótkiego zarysu Origo gentis Romanae (Początki narodu rzymskiego) z najprawdopodobniej IV w. n.e., części Corpus Aurelianum.

### Wiarygodność
W opiniach późniejszych antycznych dziejopisów, z których najistotniejsze są komentarze Polibiusza, Dionizjosa i Liwiusza, Fabiusz Piktor uchodził za autora kompetentnego i poważnego. Zauważano jednak jego stronniczość wobec własnego rodu i sprawy Rzymu. To pierwsze przejawiało się w gloryfikacji Fabiuszów i wyolbrzymianiu ich zasług oraz znaczenia. Mogło to jednak wynikać z przewagi ilościowej przekazów z tego rodu, jakie autor miał do dyspozycji. Zapewne z większą sympatią pisał o nich i ich politycznych sprzymierzeńcach, zaś nieprzychylnie o rodach im przeciwnych. Możliwe, że położył podstawy pod pochlebną ocenę działalności Kwintusa Fabiusza Maksimusa przez późniejszych dziejopisów, którzy być może także pod wpływem jego dzieła dużo gorzej opisywali Gajusza Terencjusza Warrona, wodza spod Kann. Przedstawiał punkt widzenia senatu, stąd także niechętny stosunek do Gajusza Flaminiusza, który przejął od niego Liwiusz.
Cel przyświecający napisaniu dzieła, jak i poglądy autora, z pewnością rzutowały na tendencyjne przedstawienie wydarzeń, szczególnie w zakresie wojen punickich. Punkt widzenia Fabiusza Piktora był ściśle romanocentryczny. Postawił on sobie za zadanie przeciwstawienie się kartagińskiej propagandzie, stąd podkreślanie bohaterstwa, moralności i słusznego postępowania Rzymian. Za tę nazbyt silną postawę patriotyczną krytykował go Polibiusz, który przytaczając informacje od niego, wyrażał niekiedy co do nich swoje wątpliwości. Czasem jednak przyjmował punkt widzenia Fabiusza Piktora, jak choćby podając, że przed I wojną punicką, Kartagińczycy mieli rozległe posiadłości w Hiszpanii. Jest to ślad wizji senatora, którzy pragnął wykazać, że Rzymianie musieli podjąć działania zbrojne we własnej obronie, otaczani przez nieprzyjazny lud, co w przypadku ówczesnej sytuacji na Półwyspie Iberyjskim było jednak kłamstwem. Fabiusz Piktor, nieprzychylny Barkidom, obwiniał ich za rozpoczęcie następnej wojny, do której miało wyłącznie dojść przez ambicje i agresywność przedstawicieli tego rodu, wbrew władzom Rzymu. W ten sposób cała odpowiedzialność za wybuch II wojny punickiej spadła na Hannibala i pozwalała Rzymianom przedstawiać się w roli obrońców przed agresorem. Być może to on wprowadził do historiografii skrócenie wydarzeń poprzedzających wybuch tego konfliktu, z półtora roku do zaledwie kilku tygodni, tak by usprawiedliwić bierność Rzymu wobec oblężenia i upadku Saguntu. Opisy poselstw kartagińskich do Scypiona Afrykańskiego (po bitwie na Wielkich Równinach) i do Rzymu (po Zamie), których uczestnicy mieli obarczać Hannibala całą winą za wojnę, przedstawione przez Liwiusza, uznawane są za ewidentnie pochodzące od Fabiusza Piktora. Taka tendencyjność przejawiała się również u innych annalistów, którzy szereg elementów wizji historii Rzymu przejęli od niego.
Zapewne także to on zapoczątkował wskazanie jako przyczyny I wojny iliryjskiej morderstwa na rzymskim pośle Lucjuszu Karunkariuszu, dokonanego na rozkaz królowej Teuty, władczyni Ilirów, która chciała w ten sposób ukarać go za butne słowa, jakie Rzymianin do niej skierował.
Jeśli zaś chodzi o przedstawienie czasów dawniejszych, to wśród historyków starożytności ożywioną dyskusję wywołał Andras Alföldi pracą Early Rome and the Latins (1965), w której wyraził pogląd, że wszelkie przekazy o wczesnym Rzymie i jego dużym znaczeniu, szczególnie za rządów Tarkwiniuszów, są bezwartościowe. Opierają się bowiem na świadomych kłamstwach Fabiusza Piktora, który zafałszował rzeczywistość, co po nim przejęła cała późniejsza historiografia. Geza Alföldy, opierając się na jego koncepcji, wyjaśniał, że spowodowane było to zbyt skąpą tradycją o najstarszych dziejach Rzymu, która była niewystarczająca dla potrzeb propagandy, stąd całkiem dowolna jej rozbudowa z pomocą fantazji. Opinia te nie została jednak ostatecznie zaakceptowana.
Nie ulega wątpliwości, iż pierwszym rzymskim historykiem kierowały cele polityczne, wykorzystanie historii do propagowania punktu widzenia swojej ojczyzny, zarazem jednak stworzył dzieło nie pozbawione wartości, którym wprowadził Rzymu w krąg kultury greckiej.